# Publio Varinio
Publio Varinio (in latino Publius Varinius; fl. I secolo a.C.) è stato un politico e generale romano.
Rivestì la carica di pretore nel 73 a.C., e fu poi propretore l'anno successivo. Nel 73 a.C. fu inviato a combattere contro gli schiavi ribelli guidati da Spartaco, ma fu sconfitto, riuscendo tuttavia a sfuggire alla cattura.